# 湖南香薷
湖南香薷（学名：Elsholtzia hunanensis）为唇形科香薷属下的一个种。其种加词“hunanensis”意为“湖南的”。